# G PROJECTの地上波しみけん
G PROJECTの地上波しみけん（じーぷろじぇくとのちじょうはしみけん）は2018年8月4日からテレビ神奈川で放送されていた深夜・バラエティ番組である。

## 概要
AV男優しみけんを地上波のゴールデン進出を目的とし、育成する特命プロジェクト番組。彼がゴールデンに出るため、「エロス封印」という難しい命題に毎回挑戦する。

## 出演者
- しみけん (AV男優)

## 放送リスト
1. 番組企画会議（2018年8月4日）
2. 相席居酒屋　前編（2018年8月18日）
3. 相席居酒屋　後編（2018年9月1日）
4. 商店街　前編（2018年9月15日）

## スタッフ
- ナレーション：柳沢真由美
- 構成：伊藤のぶゆき
- OPデザイン：バルコロニー
- 技術協力：Jクルー
- カメラマン：徳久裕
- 音声：中道涼子
- キャスティング：可知民生・熊谷綺香（以上BOOGIE）
- AD：辰口彬
- ディレクター：浅賀善伸、川嶋紀貴
- プロデューサー：若杉翔太、伊藤雅人、仲川啓介
- 制作協力：seno inc.
- 製作著作：G PROJECT